# Rankovice
Rankovice (németül Rankwotz) Teplá településrésze Csehországban a Karlovy Vary-i kerület Chebi járásában. Központi községétől 3,5 km-re északra fekszik. A 2001-es népszámlálási adatok szerint 19 lakóháza és 14 lakosa van.